# Arroyo de Lemos
El arroyo de Lemos es un curso de agua Uruguayo que recorre el departamento de Artigas. Nace en la cuchilla Yacaré Cururú y desemboca en el río Cuareim, recorriendo alrededor de 15 kilómetros. Pertenece a la Cuenca del Plata.